# Fischhorn (zámek)
Zámek Fischhorn leží v rakouské spolkové zemi Salcbursko, na území obce Bruck an der Großglocknerstraße v Pinzgau. Nachází se na kopci v sousedství hranice obce Zell am See; na západ odtud se rozprostírá údolí Solnohradska a Oberpinzgau. Zámek je soukromým majetkem a veřejnosti není přístupný.

## Historie

### 13. století
Kolem roku 1200 zde pravděpodobně stála první opevněná stavba, ale první písemná zmínka pochází z roku 1227, kdy byl tehdejší hrad nazván "Vischarn". Jméno "Vischarn" mohlo vzniknout podle Arnu, toku ze Zellského jezera (který tehdy pravděpodobně tekl poblíže hradu a vlévá se pak do Salzachu) a který umožňoval dobrý rybolov.
Zpočátku byl majitelem hradu snad Goldegern, ale v roce 1273 byl v držení biskupů z Chiemsee. Sídlil tam správce biskupského majetku, který vykonával vrchnostenskou správu a místní soudní pravomoc.

### 17. století
V roce 1675 biskup Johann Franz von Preysing (1615–1687) zařídil přestavbu hradu na zámek, který měl v budoucnu sloužit jako rezidence sloužícího biskupa.

### 19. století
Znesvěcením[ujasnit] a následným zrušením biskupství Chiemsee v roce 1808 skončila vláda biskupa a zámek zůstal do roku 1810 prázdný. Až do roku 1816 měl v zámku sídlo bavorský důchodní úřad, a poté do 1846 zde sídlil císařsko – královský nadlesní úřad.
Od roku 1846 byl zámek znovu prázdný a chátral; roku 1859 ho po dražbě získal nový majitel poštmistr Anton Embacher z Taxenbachu, který ho v roce 1862 opět prodal. Zámek i s pozemky ve výměře 4597 ha koupila kněžna Sophie von Löwenstein – manželka knížete Johanna II. z Liechtensteina (1840–1929). Ve vlastnictví rodu byl ještě v roce 1914.
Následovala rozsáhlá sanace a přestavba v novogotickém slohu podle projektu Friedricha von Schmidta (1825–1891), autora vídeňského chrámu svatého Štěpána. Stavebními pracemi byl pověřen Josef Wessicken (1837–1918). Dílem této dvojice je i hospodářské stavení za zámeckým kopcem u zbrojnošské cesty, kde dodnes má sídlo správa statku.

### 20. století
Roku 1918 získala usedlost brémská obchodnická rodina Gildemeisterů. Roku 1920 došlo k velkému požáru, který poškodil velkou část zámku. Heinrich Gildemeister provedl následně přestavbu – i když již ne v původním architektonickém slohu.
Po připojení Rakouska k Německé říši v roce 1938 byl majetek rodině Gildemeisterů vyvlastněn a zámek a okolní budovy převzali nacisti. Ti zde zřídili dislokovanou jednotku pro koncentrační tábor Dachau. 7. května 1945 zde byl zajat americkými vojáky Hermann Göring (1893–1946).
Po konci druhé světové války se Fischhorn vrátil do majetku rodiny Gildemeisterů. Až do přelomu tisíciletí zůstal zámek prázdný.

### 21. století
Vlastníci provedli rozsáhlou rekonstrukcí, zámek se nyní nalézá ve velmi dobrém stavebním stavu a je obydlený. Od roku 2007 upravují vlastníci příležitostně nově rekonstruované části pro možnost pořádání různých výstav. Sídlí zde rovněž lesnický velkozávod.

### Současná architektura
Ve druhé polovině 19. století došlo k  přestavbě zámku, a jeho architekturu skládající se ze strmých střech, arkýřů a oken zakončených lomeným obloukem bylo možné označit za novogotickou. Při stavbě a obnově zdiva byla použita převážně žula a tuf. Tato vlastně původní architektura padla za oběť velkému požáru v roce 1920 a potom se obnovila jednodušší formou, takže chybí arkýře (až na ten u zámecké kaple) a většina oken je v jednoduchém pravoúhlém provedení.
Zámek má několik křídel. Od centrální stavby vedou tři křídla s vysokými věžemi, ve směru na západ, jih a východ. Ve východním křídle je zámecká kaple a od ní odbočuje čtvrté křídlo dolů směrem na jih, kde stojí kruhová věž.
Uprostřed zámku je velké nádvoří, které je na jižní straně ohrazeno vysokou zdí a na ostatní světové strany budovami. Přístup od západu je hlavní branou. Průchodem je přístup do hospodářského dvora. Pozoruhodné je hlavní schodiště z doby novogotické přestavby v 19. století, které bylo značně poškozené, proto se z části obložilo dřevem a teprve po roce 2000 bylo vysokým nákladem obnoveno. To spojuje více podlaží a je tedy z části tříramenné se dvěma až čtyřmi podestami. Schodiště podpírají lomené klenby opřené do žulových opěrných sloupů s hlavicemi. Dalším přístupem do jednotlivých podlaží je točité schodiště, které spojuje všechna podlaží hlavní budovy.